# 마테우스 페레이라 (1998년)
마테우스 페레이라 다 시우바(포르투갈어: Matheus Pereira da Silva, 1998년 2월 25일 ~ )는 브라질의 축구 선수로, 포지션은 공격형 미드필더커다. 현재 FC 바르셀로나 B에서 활약하고 있다.